# 레오폴츠도르프임마르히펠데

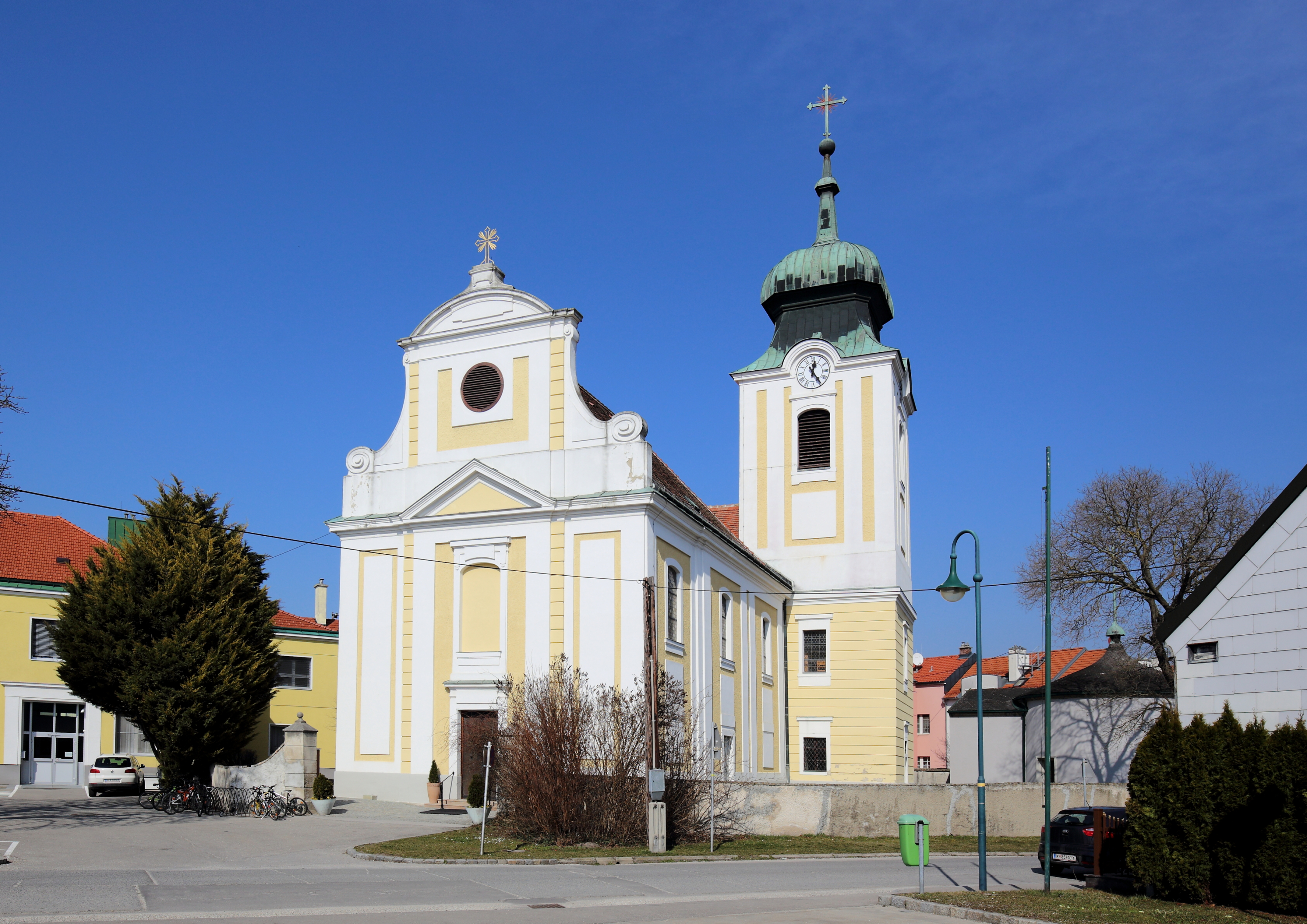
레오폴츠도르프임마르히펠데 교회

레오폴츠도르프임마르히펠데(독일어: Leopoldsdorf im Marchfelde)는 오스트리아 니더외스터라이히주에 위치한 도시로 면적은 28.95km2, 높이는 151m, 인구는 2,746명(2016년 1월 1일 기준), 인구 밀도는 95명/km2이다.

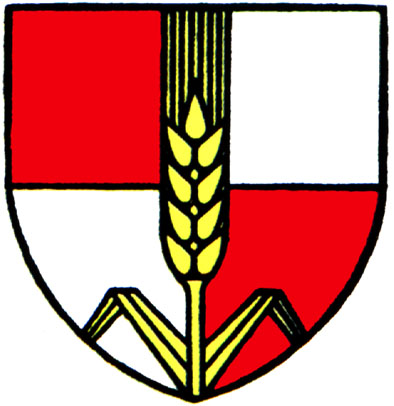
시 문장